# Longriggend

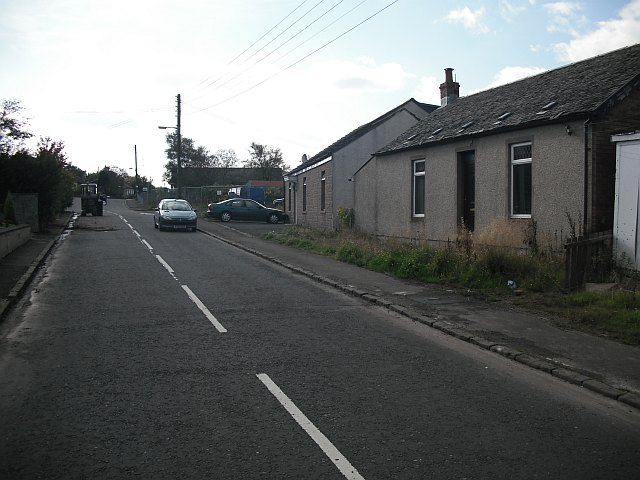
Die Hauptstraße in Longriggend

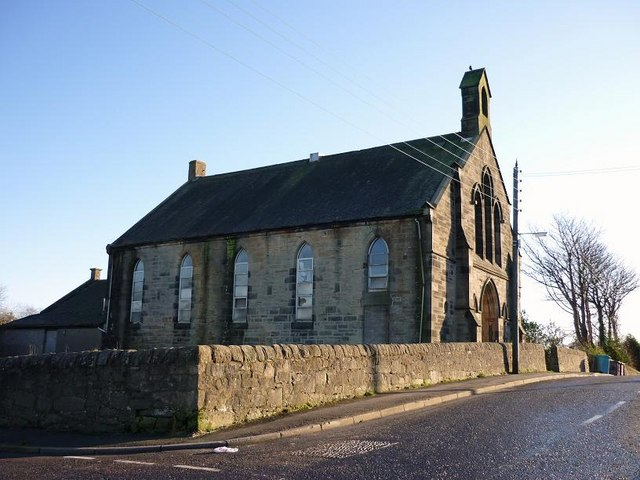
Ehemalige Kirche in Longriggend

Longriggend ist eine kleine Ortschaft, die östlich von Glasgow in der Region North Lanarkshire in Schottland liegt.

## Geographie
Longriggend liegt in den Central Lowlands in einer flachwelligen Gegend, etwa acht Kilometer nordöstlich von Airdrie. Ortschaften in der Nähe sind Caldercruix im Süden und Avonhead im Westen.

## Historisches
Im Rahmen der historischen Gliederung Schottlands in Civil Parishes zählt Longriggend zu New Monkland, das zu Lanarkshire gehörte.

## Verkehr
Zwischen 1862 und 1930 gab es in Longriggend einen Bahnhof der Slamannan Railway.